# Carlos IV de Lorena
Carlos IV (5 de abril de 1604-18 de septiembre de 1675) fue Duque de Lorena desde 1624 hasta 1634, cuando abdicó en favor de su hermano menor, y de nuevo desde 1661 hasta 1675. Era hijo del duque Francisco II y de Cristina de Salm.
Su tío, el entonces duque Enrique II el Bueno no tenía un hijo varón que lo pudiera suceder. Si tenía dos hijas; Nicole y Claudia. Enrique deseaba que su hija Nicole lo pudiera suceder, pero encontró la oposición de su hermano menor, el entonces conde Francisco de Vaudémont, futuro Francisco II, y de su hijo Carlos argumentando que la herencia ducal no se puede transmitir sino por la sucesión de linaje masculino, reclamado la herencia ducal para ellos. 
Después de duras negociaciones, Carlos y su prima Nicole se casaron el 23 de mayo de 1621. Esta unión no tendría hijos.
La situación se complica por la muerte de Enrique II, el 31 de julio de 1624. Las disposiciones del duque difunto que incluyen a Carlos de Vaudémont bajo la autoridad de su esposa. En noviembre de 1625, su padre Francisco, sobre la base de la 'voluntad' de René II, reivindicó el ducado. Los Estados Generales de Lorena estimaron su legítima petición y Francisco II se convirtió en duque el 21 de noviembre de 1625. Cinco días después, abdicó en favor de su hijo, quien se convirtió en el duque con el nombre de Carlos IV. Este último había logrado eliminar del poder a su esposa.
Casada por interés dinástico, la brecha que lo separa de su marido excavó con los acontecimientos de 1625. Al desear deshacerse de su esposa, Carlos intentó en 1631 la invalidación del matrimonio por la pena de muerte -sin pruebas- de brujería a Melchior del Valle, el sacerdote que había bautizado a Nicole. Pero esta injusticia no es corroborada por la Iglesia y Carlos IV permaneció casado con Nicole.
En 1634, abdicó a favor de su hermano menor Nicolás Francisco, que al año siguiente fue depuesto por una invasión de Luis XIII de Francia durante la Guerra franco-española (1635-1659). Ambos hermanos debieron marchar al exilio.
En 1641, tras la retirada francesa por la derrota en la Batalla de La Marfée, Carlos recupera el ducado. Ese mismo año lo vuelve a perder a manos de los franceses. No regresaría del exilio hasta 1659. Cuando por el Tratado de los Pirineos recupera el ducado de Lorena, con las excepciones de Clermont-en-Argonne, Stenay, Dun. Que seguirían en poder de Francia. En 1661 mediante el Tratado de Vincennes Luis XIV le devuelve también el Ducado de Bar. Aunque cediendo al rey francés las villas de Héming, Réding, Sarreburgo y Sierck-les-Bains. 
En el verano de 1670, sus posesiones fueron ocupadas nuevamente por los franceses, al negarse a disolver su ejército. Carlos, exiliado, sirvió en los ejércitos imperiales tanto en la Guerra de los Treinta Años como en la guerra franco-holandesa, y murió al servicio de Austria, siendo sucedido por su sobrino Carlos V. El ducado no fue devuelto a su familia hasta el Tratado de Rijswijk en 1697.

## Descendencia
- Carlos Enrique de Lorena.

A veces recibe la numeración de Carlos III de Lorena.

## Antepasados
|  |                                                      |  |  |  |  |  |  |  |  |  |  |  |  |  |  |  |
|  | 16. Duque Antonio de Vaudémont                       |  |  |  |  |  |  |  |  |  |  |  |  |  |  |  |
|  |                                                      |  |  |  |  |  |  |  |  |  |  |  |  |  |  |  |
|  |                                                      |  |  |  |  |  |  |  |  |  |  |  |  |  |  |  |
|  | 8. Duque Francisco I de Lorena                       |  |  |  |  |  |  |  |  |  |  |  |  |  |  |  |
|  |                                                      |  |  |  |  |  |  |  |  |  |  |  |  |  |  |  |
|  |                                                      |  |  |  |  |  |  |  |  |  |  |  |  |  |  |  |
|  | 17. Princesa Renata de Borbón-Montpensier            |  |  |  |  |  |  |  |  |  |  |  |  |  |  |  |
|  |                                                      |  |  |  |  |  |  |  |  |  |  |  |  |  |  |  |
|  |                                                      |  |  |  |  |  |  |  |  |  |  |  |  |  |  |  |
|  | 4. Duque Carlos III de Lorena                        |  |  |  |  |  |  |  |  |  |  |  |  |  |  |  |
|  |                                                      |  |  |  |  |  |  |  |  |  |  |  |  |  |  |  |
|  |                                                      |  |  |  |  |  |  |  |  |  |  |  |  |  |  |  |
|  | 18. Rey Cristián II de Dinamarca, Suecia Y Noruega   |  |  |  |  |  |  |  |  |  |  |  |  |  |  |  |
|  |                                                      |  |  |  |  |  |  |  |  |  |  |  |  |  |  |  |
|  |                                                      |  |  |  |  |  |  |  |  |  |  |  |  |  |  |  |
|  | 9. Duquesa Cristina de Dinamarca                     |  |  |  |  |  |  |  |  |  |  |  |  |  |  |  |
|  |                                                      |  |  |  |  |  |  |  |  |  |  |  |  |  |  |  |
|  |                                                      |  |  |  |  |  |  |  |  |  |  |  |  |  |  |  |
|  | 19. Princesa Isabel de Austria                       |  |  |  |  |  |  |  |  |  |  |  |  |  |  |  |
|  |                                                      |  |  |  |  |  |  |  |  |  |  |  |  |  |  |  |
|  |                                                      |  |  |  |  |  |  |  |  |  |  |  |  |  |  |  |
|  | 2. Duque Francisco II de Lorena                      |  |  |  |  |  |  |  |  |  |  |  |  |  |  |  |
|  |                                                      |  |  |  |  |  |  |  |  |  |  |  |  |  |  |  |
|  |                                                      |  |  |  |  |  |  |  |  |  |  |  |  |  |  |  |
|  | 20. Rey Francisco I de Francia                       |  |  |  |  |  |  |  |  |  |  |  |  |  |  |  |
|  |                                                      |  |  |  |  |  |  |  |  |  |  |  |  |  |  |  |
|  |                                                      |  |  |  |  |  |  |  |  |  |  |  |  |  |  |  |
|  | 10. Rey Enrique II de Francia                        |  |  |  |  |  |  |  |  |  |  |  |  |  |  |  |
|  |                                                      |  |  |  |  |  |  |  |  |  |  |  |  |  |  |  |
|  |                                                      |  |  |  |  |  |  |  |  |  |  |  |  |  |  |  |
|  | 21. Princesa Claudia de Francia                      |  |  |  |  |  |  |  |  |  |  |  |  |  |  |  |
|  |                                                      |  |  |  |  |  |  |  |  |  |  |  |  |  |  |  |
|  |                                                      |  |  |  |  |  |  |  |  |  |  |  |  |  |  |  |
|  | 5. Princesa Claude de Valois                         |  |  |  |  |  |  |  |  |  |  |  |  |  |  |  |
|  |                                                      |  |  |  |  |  |  |  |  |  |  |  |  |  |  |  |
|  |                                                      |  |  |  |  |  |  |  |  |  |  |  |  |  |  |  |
|  | 22. Señor Lorenzo II de Médici de Florencia          |  |  |  |  |  |  |  |  |  |  |  |  |  |  |  |
|  |                                                      |  |  |  |  |  |  |  |  |  |  |  |  |  |  |  |
|  |                                                      |  |  |  |  |  |  |  |  |  |  |  |  |  |  |  |
|  | 11. Reina Catalina de Medici                         |  |  |  |  |  |  |  |  |  |  |  |  |  |  |  |
|  |                                                      |  |  |  |  |  |  |  |  |  |  |  |  |  |  |  |
|  |                                                      |  |  |  |  |  |  |  |  |  |  |  |  |  |  |  |
|  | 23. Donna Magdalena de la Tour d'Auvergne            |  |  |  |  |  |  |  |  |  |  |  |  |  |  |  |
|  |                                                      |  |  |  |  |  |  |  |  |  |  |  |  |  |  |  |
|  |                                                      |  |  |  |  |  |  |  |  |  |  |  |  |  |  |  |
|  | 1. Duque Carlos IV de Lorena                         |  |  |  |  |  |  |  |  |  |  |  |  |  |  |  |
|  |                                                      |  |  |  |  |  |  |  |  |  |  |  |  |  |  |  |
|  |                                                      |  |  |  |  |  |  |  |  |  |  |  |  |  |  |  |
|  | 24. Duque Juan VI de Salm                            |  |  |  |  |  |  |  |  |  |  |  |  |  |  |  |
|  |                                                      |  |  |  |  |  |  |  |  |  |  |  |  |  |  |  |
|  |                                                      |  |  |  |  |  |  |  |  |  |  |  |  |  |  |  |
|  | 12. Conde Juan VII Zu Salm-Badenweiler               |  |  |  |  |  |  |  |  |  |  |  |  |  |  |  |
|  |                                                      |  |  |  |  |  |  |  |  |  |  |  |  |  |  |  |
|  |                                                      |  |  |  |  |  |  |  |  |  |  |  |  |  |  |  |
|  | 25. Duquesa Anne d'Haraucourt                        |  |  |  |  |  |  |  |  |  |  |  |  |  |  |  |
|  |                                                      |  |  |  |  |  |  |  |  |  |  |  |  |  |  |  |
|  |                                                      |  |  |  |  |  |  |  |  |  |  |  |  |  |  |  |
|  | 6. Príncipe Pablo zu Salm-Brandenburg                |  |  |  |  |  |  |  |  |  |  |  |  |  |  |  |
|  |                                                      |  |  |  |  |  |  |  |  |  |  |  |  |  |  |  |
|  |                                                      |  |  |  |  |  |  |  |  |  |  |  |  |  |  |  |
|  | 26. Señor Louis de Stainville                        |  |  |  |  |  |  |  |  |  |  |  |  |  |  |  |
|  |                                                      |  |  |  |  |  |  |  |  |  |  |  |  |  |  |  |
|  |                                                      |  |  |  |  |  |  |  |  |  |  |  |  |  |  |  |
|  | 13. Condesa Claude de Stainville                     |  |  |  |  |  |  |  |  |  |  |  |  |  |  |  |
|  |                                                      |  |  |  |  |  |  |  |  |  |  |  |  |  |  |  |
|  |                                                      |  |  |  |  |  |  |  |  |  |  |  |  |  |  |  |
|  | 27. Señora Oudette Luillier                          |  |  |  |  |  |  |  |  |  |  |  |  |  |  |  |
|  |                                                      |  |  |  |  |  |  |  |  |  |  |  |  |  |  |  |
|  |                                                      |  |  |  |  |  |  |  |  |  |  |  |  |  |  |  |
|  | 3. Princesa Christina de Salm                        |  |  |  |  |  |  |  |  |  |  |  |  |  |  |  |
|  |                                                      |  |  |  |  |  |  |  |  |  |  |  |  |  |  |  |
|  |                                                      |  |  |  |  |  |  |  |  |  |  |  |  |  |  |  |
|  | 28. Jean Le Veneur, Señor de Tillières               |  |  |  |  |  |  |  |  |  |  |  |  |  |  |  |
|  |                                                      |  |  |  |  |  |  |  |  |  |  |  |  |  |  |  |
|  |                                                      |  |  |  |  |  |  |  |  |  |  |  |  |  |  |  |
|  | 14. Tanneguy Le Veneur, Conde de Tillières           |  |  |  |  |  |  |  |  |  |  |  |  |  |  |  |
|  |                                                      |  |  |  |  |  |  |  |  |  |  |  |  |  |  |  |
|  |                                                      |  |  |  |  |  |  |  |  |  |  |  |  |  |  |  |
|  | 29. Señora Gillonne de Montejean                     |  |  |  |  |  |  |  |  |  |  |  |  |  |  |  |
|  |                                                      |  |  |  |  |  |  |  |  |  |  |  |  |  |  |  |
|  |                                                      |  |  |  |  |  |  |  |  |  |  |  |  |  |  |  |
|  | 7. Condesa Marie Le Veneur de Tillières              |  |  |  |  |  |  |  |  |  |  |  |  |  |  |  |
|  |                                                      |  |  |  |  |  |  |  |  |  |  |  |  |  |  |  |
|  |                                                      |  |  |  |  |  |  |  |  |  |  |  |  |  |  |  |
|  | 30. François Hélie de Pompadour, vizconde de Comborn |  |  |  |  |  |  |  |  |  |  |  |  |  |  |  |
|  |                                                      |  |  |  |  |  |  |  |  |  |  |  |  |  |  |  |
|  |                                                      |  |  |  |  |  |  |  |  |  |  |  |  |  |  |  |
|  | 15. Madama Hélie de Pompadour                        |  |  |  |  |  |  |  |  |  |  |  |  |  |  |  |
|  |                                                      |  |  |  |  |  |  |  |  |  |  |  |  |  |  |  |
|  |                                                      |  |  |  |  |  |  |  |  |  |  |  |  |  |  |  |
|  | 31. Isabeau Picart                                   |  |  |  |  |  |  |  |  |  |  |  |  |  |  |  |
|  |                                                      |  |  |  |  |  |  |  |  |  |  |  |  |  |  |  |
|  |                                                      |  |  |  |  |  |  |  |  |  |  |  |  |  |  |  |